# Sir Tim O'Theo
Sir Tim O' Theo es una serie de historietas creada por Raf, que apareció por primera vez en 1970 en las revistas Mortadelo y Super Mortadelo, de la Editorial Bruguera. Algunos de los guiones de estas historias son obra del novelista Andreu Martín, otros de Ron Clark y la mayoría están escritos por el propio Raf.

## Creación y trayectoria editorial
Como contaba el propio Raf en 1981

En una historieta de Campeonio, un personaje que pasó totalmente inadvertido, hice salir, de relleno, a Sir Tim y a su criado Patson. Jorge Bayona, entonces redactor de la revista, vio que el personaje podía tener gancho y lo bautizó como Sir Tim O'Theo. Hice una historieta del mismo y... hasta ahora.

Dos años después de su primera aparición serializada, se publicaba su primera recopilación en álbum como número 66 de la Colección Olé y con el título de El secuestro del burgomaestre, seguida al año siguiente por La verruga de Sivah (número 73 de la misma colección).
Posteriormente cuando Ediciones B adquirió el fondo editorial de Bruguera, volvió a publicar sus historietas en la revista Mortadelo en la etapa de 1987 a 1991.

## Argumento, personajes  y lugares
Sir Tim O'Theo es una parodia tanto de las novelas policíacas clásicas (especialmente las de Sherlock Holmes) como del carácter británico, ninguno de cuyos tópicos deja de explotar. La acción se sitúa en el pueblo ficticio y típicamente británico de Bellotha Village, en las proximidades de Londres.
Las historietas son breves (la mayoría oscilan entre dos y seis páginas de extensión). En casi todas ellas, Sir Tim y Patson se enfrentan a un problema que parece insoluble, pero que al final se revela como banal.

### Personajes
Los personajes principales de esta historieta son Sir Tim O'Theo (Sir Timoteo Archibaldo O’Theo, de los O’Theo de Belfast), aristócrata inglés de edad avanzada que vive de rentas y dedica su ocio a la resolución de enigmas, y su mayordomo Patson (evidente deformación del nombre del doctor Watson, compañero de Sherlock Holmes). Sir Tim O'Theo es calvo, con espesas cejas y un gran bigote blanco y monóculo. Característicos del personaje son también la gorra escocesa, a cuadros, y la pipa. Viste con elegancia británica, a menudo traje de tweed. La indumentaria de Patson es la característica de los mayordomos en los tebeos: chaleco a rayas, levita y corbata roja; destacan también en su apariencia las largas patillas y el sombrero hongo.
Otros personajes de la serie son:
- El fantasma Mac Latha, habitante indeseado de la residencia de Sir Tim, "Las Chimeneas" (o "The Chims"), aficionado, para desdicha del protagonista, a tocar la cornamusa a horas intempestivas. Sólo Sir Tim puede ver y oír a este fantasma, lo que provoca con los otros personajes situaciones equívocas. Según cuenta el propio Mac Latha en una historieta (Mac Latha story), el abuelo de Sir Tim, el difunto Sir Rufus O'Theo, le provocó la muerte al taponar su cornamusa con un calcetín arrugado, lo que provocó una explosión y la muerte de Mac Latha; (la malvada acción de Sir Rufus se debió al dolor de cabeza que le producían los ensayos continuos de Mac Latha, que preparaba unas oposiciones para ingresar en el Regimiento de Cornamuseros de Edimburgo, cuando ambos se hospedaban en habitaciones contiguas en la taberna El Pollino Listo). Desde entonces, convertido en fantasma se dedica a hacer la vida imposible (tocando la cornamusa a todas horas) primero al abuelo, después al padre y ahora a Sir Tim. Este   personaje fue perdiendo importancia en historietas posteriores.

- Los policías locales: el sargento Blops, barrigón y bigotudo, aficionado a la lectura de novelas sobre platillos volantes, a trasegar pintas de cerveza en el pub local, "El Ave Turuta", y a menudo blanco de las bromas del protagonista por su ineptitud; y su enclenque ayudante el agente Pitts, tan inepto como su jefe y que además debe aguantar las continuas burlas de este por su pequeña estatura. Ambos llevan, por supuesto, como dignos miembros que son de Scotland Yard, el uniforme de los bobbies londinenses. El anhelo del sargento Blops es ascender, dejar de ser guarda de pueblo y entrar en la central de Scotland Yard.

- Huggins es el propietario del pub "The Crazy Bird" (así aparece en el rótulo, un chiste recurrente es que en el diálogo cambia de nombre constantemente como "El Ave Turuta", "El Ave Locuela", "El Ave Chiflada", etc.),[2] al que los otros personajes acuden a saciar su sed, tanto de cerveza como de novedades.

- El burgomaestre cuyas funciones son las equivalentes a las de nuestros alcaldes, y que compensa su baja estatura con unas elevadas dosis de mal carácter.

- Lady Filstrup otra aristócrata del lugar, célebre por sus aburridas fiestas y por estar un poco colada por Sir Tim, al tiempo que esquiva los lances amorosos del Sargento Blops.

- El capitán Keyasaben, oficial de Scotland Yard, al que Blops inunda habitualmente de peticiones de ascenso en la central.

- El teniente Nosey, otro oficial de Scotland Yard a las órdenes del capitán Keyasaben y que tiene que soportar habitualmente el carácter despótico de éste.

- Tadeus McRhácano, rico y tacaño escocés que vive en Bellotha Village.

- Perkins, el mayordomo fantasma de Lady Filstrup.

- Chy Watto, el soplón del pueblo.

- Foody, cuidador de cerdos.

- Doctor Potthingan, médico del pueblo.

- Coronel Jones, vecino de Sir Tim.

- Profesor McGillicudy, científico e inventor residente en el pueblo.

- Blackiss Black, enemigo de Sir Tim.

- Lord Moneyfull, aristócrata millonario.

- O’Karie, el dentista.

- Pinter, el pintor.

- Posting, el cartero.

- Red Mendón, el zapatero.

- La hermana de Pitts y su compañera del Ejército de Salvación.

### Lugares en la serie
Aparecen ocasionalmente en la serie: 
- The Repaper News, el periódico local.

- Remoney Bank, el banco.

- Flauting Town, el pueblo de al lado.

- Turuting Center, el manicomio.